# Marielyst
 For alternative betydninger, se Marielyst (flertydig). (Se også artikler, som begynder med Marielyst)
Marielyst er en ferieby på Falsters sydøstkyst. Den har 633 indbyggere  (2025) og ligger i Guldborgsund Kommune, der tilhører Region Sjælland. Pga. turister i sommerperioden stiger indbyggertallet til over 50.000 i højsæsonen, når man tæller nabobebyggelserne Bøtø, Elkenøre, Stovby og Sildestrup med.
Udover en af Danmarks bedste sandstrande består selve byen Marielyst af et centrum med indkøbsfaciliteter, tøjbutikker, udskænkningssteder og spisesteder, samt diskoteker.
I 1906 åbnede den ene af områdets fire store gårde som badehotel. Det er denne gård, Marielyst, der har lagt navn til området, og siden 1971 været pensionisthøjskole under navnet Højskolen Marielyst. I 2007 fik den bygget en ny koncertsal. Højskolen udbyder foredrag, koncerter og forløb i kreative fag som maling, syning, glas, træ og smykkefremstilling.
Blandt badehotellets mest kendte gæster var Franz Kafka sommeren 1914, der var en af 1900-tallets varmeste somre. Peter Malberg, Carl Holm og Olaf Rude var også gæster denne sommer. Tre sommerhuse var den gang opført ved stranden, alle med navne inspireret af Holger Drachmann. Det ene hed Kitzwalde og var dekoreret med Drachmann-citater, malet af Olaf Rude. Det ene citat - "Fanden stå i kvinden, for hun narrer alle mænd" - blev dog fjernet, fordi beboerne fandt det upassende og usandt.
Fra feriebyen er der ca. 2 kilometer til Væggerløse, 12 kilometer til Nykøbing Falster og 17 kilometer til Gedser.
I 2011 sendte Kanal 5 realityprogrammet Kongerne af Marielyst, hvor en gruppe unge mennesker bor i et sommerhus i Marielyst og fester i byen. Programserien blev fulgt op af sæsoner andre steder i Danmark (bl.a. Rømø og Svendborg).